# لوي آنسلي
لوي آنسلي (بالإنجليزية: Louie Annesley)‏ هو لاعب كرة قدم بريطاني في مركز الدفاع، ولد في 3 مايو 2000 في St Helier, London ‏ في المملكة المتحدة. لعب مع نادي بارنت.

## وصلات خارجية
- لوي آنسلي على موقع الاتحاد الدولي (مؤرشف)  (الإنجليزية)
- لوي آنسلي على موقع الاتحاد الأوربي (الإنجليزية)
- لوي آنسلي على موقع قاعدة بيانات كرة القدم.إي يو (الإنجليزية)
- لوي آنسلي على موقع ناشيونال فوتبول تيمز (الإنجليزية)
- لوي آنسلي على موقع Soccerway.com (الإنجليزية)